# Empire State of Mind
Empire State of Mind è un brano musicale del 2009 interpretato da Jay-Z e Alicia Keys, pubblicato come terzo singolo dell'album The Blueprint 3, è stato riconosciuto con il Grammy Award alla miglior canzone rap e alla miglior collaborazione con un artista rap.
Inserita dalla rivista Rolling Stone nella lista delle 100 migliori canzoni Hip-Hop di tutti i tempi, la collaborazione è stata definita tra i migliori elogi musicali alla città di New York, oltre che tra i migliori duetti nella storia della musica contemporanea, venendo associata dalla critica specializzata a Theme from New York, New York di Frank Sinatra, reinterpretazione del brano colonna sonora del film New York, New York diretto da Martin Scorsese del 1977.
Il brano è risultato l'ultimo a esordire alla prima posizione della Billboard Hot 100 negli anni 2000, occupando tale posizione cinque settimane consecutive, divenendo il quarto brano per entrambi gli artisti a raggiungere tale piazzamento nella classifica. Il brano ha venduto oltre 13 milioni di copie certificate globalmente, di cui 10 dalla Recording Industry Association of America ottenendo il disco di diamante.
Nel 2010 è stato realizzato un sequel del brano dalla Keys, intitolato Empire State of Mind (Part II) Broken Down, incluso nel suo quarto album in studio The Element of Freedom.

## Antefatti
Empire State of Mind è stata originariamente scritta da Angela Hunte, cantautrice e produttrice di Brooklyn, e dalla compositrice Janet "Jnay" Sewell-Ulepic. La creazione del brano è stata ispirata di un viaggio a Londra che Hunte e Sewell-Ulepic hanno fatto nel febbraio del 2009, quando entrambe sentivano la nostalgia di casa. Sebbene abbiano scritto la canzone come un modo per esprimere i loro sentimenti per la città natale, il mese successivo le due autrici spediscono una demo del brano all'etichetta musicale Roc Nation nella speranza che a Jay-Z piacesse e la registrasse, poiché Hunte è cresciuta nello stesso edificio in cui viveva il rapper, al 560 di State Street, indirizzo citato nella canzone, non ottenendo tuttavia un riscontro positivo.
Nell'estate dello stesso anno, Jon "Big Jon" Platt della EMI Music Publishing ascoltò il brano e decise di inviarlo personalmente a Jay-Z, il quale rimase piacevolmente colpito dalla traccia. Hunte ha raccontato l'esperienza e il significato che ha apportato la collaborazione del rapper alla traccia:

## Descrizione
Originariamente scritte per essere cantate, le strofe del brano sono state riscritte da Jay-Z, ispirato dal testo originale, lasciando a Hunte il ritornello della canzone. Per il ritornello il rapper aveva originariamente preso in considerazione la cantante Mary J. Blige, tuttavia la combinazione del suono e del talento pianistico di Alicia Keys lo aveva talmente colpito da ripensarci nell'immediato, sotto consiglio delle due autrici del brano. Keys ha quindi partecipato alla scrittura del nuovo bridge di Empire State of Mind, raccontando in un'intervista rilasciata a MTV News di averla registrata mentre era influenzata:
Empire State of Mind è una canzone hip hop, la cui componente di pianoforte, suonata da Alicia Keys, contiene un campione del singolo del 1970 Love on a Two-Way Street, scritto da Burt Keyes e Sylvia Robinson, eseguito dai Moments. Tematicamente il brano fa riferimento alla città di New York, citando i nomi dei quartieri e vie più importanti tra cui Brooklyn, Tribeca, Harlem, Broadway, Eighth Avenue, la multietnicità della città, le squadre sportive come gli Yankees e i Knicks,  alcune tra le celebrità provenienti o residenti nella città, tra cui Robert De Niro, Afrika Bambaataa, Jeezy, LeBron James, Dwyane Wade e Bob Marley.

## Accoglienza
La collaborazione è stata accolta positivamente dalla critica specializzata. La rivista Rolling Stone ha inserito la collaborazione al 97º posto della lista 100 Greatest Hip-Hop Songs of All Time (100 migliori canzoni Hip-Hop di tutti i tempi) nel 2017.
Zach Kelly del sito Pitchfork scrive che la canzone ha «un innato magnetismo» grazie a «un grande ritornello» della Keys e al flow di Jay-Z associabile a Run This Town. Kelly inoltre sottolinea che si tratti di un brano «unificante» agendo «come una piccola riaffermazione di un sé collettivo che sta diventando sempre più facile da perdere di vista completamente».  Ryan Leas la definisce una canzone «pop-rap accattivante e orecchiabile» scrivendo che «è stata roboante e ha fatto leva sulle corde del cuore dei vostri sogni più sfrenati». Leas trova inoltre che si tratti di «un pezzo di evasione dell'epoca della recessione» e «l'inno generazionale che ci meritavamo».
Recensendo l'album The Blueprint 3 per Slant Magazine, William McBee ha descritto la collaborazione come un «inno scintillante alla Grande Mela», con Keys che «svetta a livello di grattacielo sul gancio e Jay che si esibisce per la sua città». Alexis Petridis del The Guardian ha descritto il suo ritornello come «incredibile e ventilato pop»; Killan Fox della stessa testata ha ritenuto che il brano fosse un «fantastico omaggio» a New York. Lo scrittore del Times Stephen Dalton ha definito il brano una «accorata lettera d'amore alla città di New York», con Jay-Z che interpreta il «Sinatra hip-hop» sopra il coro «lussuoso» di Keys. Pete Cashmore di NME ha descritto il cameo di Alicia Keys come un «boato lussurioso», che impreziosisce gli «accordi di pianoforte che si infrangono» all'interno della canzone.

## Impatto
Negli anni successivi alla sua pubblicazione, Empire State of Mind è stato definito tra i migliori elogi musicali alla città di New York dalla critica specializzata, sia musicalmente che per essere divenuta espressione del Sogno americano del ventunesimo secolo.

### Associazione a Sinatra e l'ode a New York
Right next to De Niro, but I'll be hood forever.
I'm the new Sinatra, and since I made it here,
proprio accanto a De Niro, ma sarò per sempre dei quartieri popolari. 
Sono il nuovo Sinatra, e visto che sono arrivato qui,
posso farcela ovunque, sì, mi amano ovunque»
(da Empire State of Mind, 2009)
Dalla sua pubblicazione, Empire State of Mind è stato associato dalla critica specializzata alla canzone Theme from New York, New York di Frank Sinatra, reinterpretazione del brano colonna sonora del film New York, New York diretto da Martin Scorsese del 1977, come nuovo elogio alla città statunitense di New York.
Come sottolineato in un articolo del The New York Times di Ben Sisario, Jay-Z cita in un verso lo stesso Sinatra, riscontrando che «il legame Jay-Z/Sinatra non è poi così inverosimile» poiché «entrambi sono cresciuti ai margini poveri di New York, sono diventati un numero uno grazie alla maestria del mestiere, all'intelligenza negli affari. [...] La loro è la storia del cattivo ragazzo reso molto, molto bravo, che sfreccia con stile nell'alta società. Entrambi hanno anche saputo, meglio della maggior parte delle pop star, alzare continuamente la posta in gioco della loro fama». Analizzando il brano, il giornalista sottolinea inoltre che i versi della Keys collimano nelle «frasi memorabili che risuonano con un'universalità perfetta» riscontrabili in Sinatra, ma e che a differenza di quest'ultimo, in Empire viene dichiarato «il lato oscuro della mitologia della città», come la droga e la prostituzione.
Il compositore della colonna sonora di New York, New York John Kander ha raccontato la sua impressione sulla collaborazione dei due artisti:

### Impatto culturale eSogno Americano
Cassidy George, in un articolo per GQ, lo ha definito «un inno generazionale che rimarrà attuale finché catturerà le speranze (e le paure) dei suoi ascoltatori», poiché si compone di «una narrazione da manuale del sogno americano, basata su una storia eccezionale di mobilità sociale e successo» anche grazie al fatto che «non evita di parlare del ventre più squallido della città». Sophie Harris di Time Out  ha inserito il brano al primo posto delle 100 migliori canzoni dedicate a New York, poiché «quando la strofa di Jay-Z lascia il posto al ritornello di Alicia Keys, è l'equivalente musicale della prima volta che si atterra sulla pista del Aeroporto Internazionale John F. Kennedy o si vede la Statua della Libertà». Anche il New York Daily News ha incluso il brano nella lista delle 10 migliori canzoni su New York del 2014.
Zach Greenburg, autore del libro Empire State of Mind: How Jay Z Went From Street Corner to Corner Office, ha sottolineato come la collaborazione abbia «contribuito a inaugurare una nuova fase della carriera di Jay-Z: lo status di celebrità» poiché «ha aiutato la leggenda dell'hip hop a espandere la sua fanbase» ed a «essere contemporaneamente un'artista e un uomo d'affari, della scala della massima importanza» dando corpo al sogno globale statunitense.
Nel periodo successivo alla pubblicazione sono stati realizzati numerose cover e remix del brano sulla piattaforma YouTube per celebrare altre città statunitensi e canadesi, tra cui di Filadelfia, Pittsburgh, San Diego, Louisville, Toronto, Miami, Chicago e Boston.

## Video musicale
Il video musicale prodotto per Empire State of Mind è stato filmato il 1º ottobre 2009 ad Harlem, Times Square e nei pressi del Ground Zero a New York, e mostra lo Yankee Stadium e l'Ebbets Field. Il video è stato diretto da Hype Williams ed è stato presentato in anteprima sul canale YouTube di Jay-Z il 30 ottobre 2009.

## Riconoscimenti
ASCAP Pop Music Awards
- 2010 – Canzone più trasmessa

BMI Urban Awards
- 2010 – Canzone più trasmessa dell'anno

BET Awards
- 2010 – Miglior collaborazione
- 2010 – Candidatura al video dell'anno
- 2010 – Candidatura al Viewers' Choice Award

BET Hip Hop Awards
- 2010 – Miglior collaborazione
- 2010 – Miglior video Hip-Hop

Grammy Award
- 2010 – Miglior collaborazione con un artista rap
- 2010 – Miglior canzone rap
- 2010 – Candidatura alla registrazione dell'anno

MTV Video Music Awards
- 2010 – Miglior fotografia
- 2010 – Candidatura alla miglior collaborazione

NAACP Image Award
- 2010 – Candidatura alla miglior collaborazione
- 2010 – Candidatura alla miglior canzone

## Tracce
Promo - CD-Single
1. Empire State of Mind (feat. Alicia Keys) - 4:37

Digital Download
1. Empire State of Mind (feat. Alicia Keys) - 4:37
2. Jockin' Jay-Z (Dope Boy Fresh) - 3:40

CD-Maxi
1. Empire State of Mind (Explicit Version) - 4:36
2. Jockin' Jay-Z (Explicit Version) - 4:32
3. Run This Town (Live From Madison Square Garden - Explicit) - Jay-Z + Rihanna + Kanye West - 6:24
4. Empire State of Mind (Video)

## Successo commerciale
Negli Stati Uniti Empire State of Mind ha occupato la prima posizione della Billboard Hot 100 per cinque settimane consecutive, divenendo il quarto brano per entrambi gli artisti a raggiungere tale piazzamento nella classifica. Il brano ha inoltre raggiunto la prima posizione della classifica delle canzoni Hot R&B/Hip-Hop Songs per tre settimane consecutive e della Hot Rap Songs per nove settimane consecutive, oltre ad aver occupato la vetta sia della classifica Billboard di vendita dei singoli digitali, che per i singoli con il maggior numero di passaggi radiofonici in tutto il Paese per otto settimane consecutive. Il brano è risultato essere l'ultimo a esordire alla prima posizione della classifica negli anni 2000, Dopo cinque mesi di pubblicazione, Empire State of Mind è stato certificato tre volte platino dalla Recording Industry Association of America per la spedizione di oltre 3.000.000 di unità negli Stati Uniti. Nell 2024, il singolo ha raggiunto le 10 milioni di copie vendute negli Stati Uniti.
Nel Regno Unito, il brano ha esordito alla posizione numero quindici della Official Singles Chart; nelle due settimane successive ha raggiunto la posizione numero due. Nel maggio 2012, Empire State of Mind si è classificato come il 76° singolo più venduto del 21º secolo nel Regno Unito.

## Classifiche

### Classifiche settimanali
| Classifica (2009)         | Posizione massima |
| ------------------------- | ----------------- |
| Australia                 | 4                 |
| Austria                   | 13                |
| Belgio (Fiandre)          | 4                 |
| Belgio (Fiandre)          | 4                 |
| Canada                    | 3                 |
| Danimarca                 | 2                 |
| Europa                    | 3                 |
| Finlandia                 | 9                 |
| Francia                   | 8                 |
| Germania                  | 11                |
| Irlanda                   | 2                 |
| Italia                    | 3                 |
| Nuova Zelanda             | 6                 |
| Norvegia                  | 5                 |
| Paesi Bassi               | 2                 |
| Polonia                   | 1                 |
| Regno Unito               | 2                 |
| Regno Unito (R&B)         | 2                 |
| Repubblica Ceca           | 1                 |
| Spagna                    | 27                |
| Stati Uniti               | 1                 |
| Stati Uniti (R&B/Hip-Hop) | 1                 |
| Stati Uniti (Rap)         | 1                 |
| Svezia                    | 6                 |
| Svizzera                  | 4                 |